# María Victoria de la Cruz
María Victoria de la Cruz (1916 - 30 de novembro de 1999) foi uma cardiologista e embriologista cubana-mexicana, que foi instrumental na descrição do desenvolvimento do coração humano in utero, e usou os princípios da embriologia e biologia do desenvolvimento para classificar doenças cardíacas congenitais complexas.